# Leptocometes volxemi
Leptocometes volxemi är en skalbaggsart som först beskrevs av Auguste Lameere 1884.  Leptocometes volxemi ingår i släktet Leptocometes och familjen långhorningar. Inga underarter finns listade i Catalogue of Life.